# 1274
Portal Geschichte | Portal Biografien | Aktuelle Ereignisse | Jahreskalender | Tagesartikel

◄ |
12. Jahrhundert |
13. Jahrhundert
| 14. Jahrhundert | ►

◄ |
1240er |
1250er |
1260er |
1270er
| 1280er | 1290er | 1300er | ►

◄◄ |
◄ |
1270 |
1271 |
1272 |
1273 |
1274
| 1275 | 1276 | 1277 | 1278 | ► | ►►
Staatsoberhäupter  · Nekrolog
| Januar | Januar | Januar | Januar | Januar | Januar | Januar | Januar |
| Kw     | Mo     | Di     | Mi     | Do     | Fr     | Sa     | So     |
| ------ | ------ | ------ | ------ | ------ | ------ | ------ | ------ |
| 1      | 1      | 2      | 3      | 4      | 5      | 6      | 7      |
| 2      | 8      | 9      | 10     | 11     | 12     | 13     | 14     |
| 3      | 15     | 16     | 17     | 18     | 19     | 20     | 21     |
| 4      | 22     | 23     | 24     | 25     | 26     | 27     | 28     |
| 5      | 29     | 30     | 31     |        |        |        |        |

| Februar | Februar | Februar | Februar | Februar | Februar | Februar | Februar |
| Kw      | Mo      | Di      | Mi      | Do      | Fr      | Sa      | So      |
| ------- | ------- | ------- | ------- | ------- | ------- | ------- | ------- |
| 5       |         |         |         | 1       | 2       | 3       | 4       |
| 6       | 5       | 6       | 7       | 8       | 9       | 10      | 11      |
| 7       | 12      | 13      | 14      | 15      | 16      | 17      | 18      |
| 8       | 19      | 20      | 21      | 22      | 23      | 24      | 25      |
| 9       | 26      | 27      | 28      |         |         |         |         |

| März | März | März | März | März | März | März | März |
| Kw   | Mo   | Di   | Mi   | Do   | Fr   | Sa   | So   |
| ---- | ---- | ---- | ---- | ---- | ---- | ---- | ---- |
| 9    |      |      |      | 1    | 2    | 3    | 4    |
| 10   | 5    | 6    | 7    | 8    | 9    | 10   | 11   |
| 11   | 12   | 13   | 14   | 15   | 16   | 17   | 18   |
| 12   | 19   | 20   | 21   | 22   | 23   | 24   | 25   |
| 13   | 26   | 27   | 28   | 29   | 30   | 31   |      |

| April | April | April | April | April | April | April | April |
| Kw    | Mo    | Di    | Mi    | Do    | Fr    | Sa    | So    |
| ----- | ----- | ----- | ----- | ----- | ----- | ----- | ----- |
| 13    |       |       |       |       |       |       | 1     |
| 14    | 2     | 3     | 4     | 5     | 6     | 7     | 8     |
| 15    | 9     | 10    | 11    | 12    | 13    | 14    | 15    |
| 16    | 16    | 17    | 18    | 19    | 20    | 21    | 22    |
| 17    | 23    | 24    | 25    | 26    | 27    | 28    | 29    |
| 18    | 30    |       |       |       |       |       |       |

| Mai | Mai | Mai | Mai | Mai | Mai | Mai | Mai |
| Kw  | Mo  | Di  | Mi  | Do  | Fr  | Sa  | So  |
| --- | --- | --- | --- | --- | --- | --- | --- |
| 18  |     | 1   | 2   | 3   | 4   | 5   | 6   |
| 19  | 7   | 8   | 9   | 10  | 11  | 12  | 13  |
| 20  | 14  | 15  | 16  | 17  | 18  | 19  | 20  |
| 21  | 21  | 22  | 23  | 24  | 25  | 26  | 27  |
| 22  | 28  | 29  | 30  | 31  |     |     |     |

| Juni | Juni | Juni | Juni | Juni | Juni | Juni | Juni |
| Kw   | Mo   | Di   | Mi   | Do   | Fr   | Sa   | So   |
| ---- | ---- | ---- | ---- | ---- | ---- | ---- | ---- |
| 22   |      |      |      |      | 1    | 2    | 3    |
| 23   | 4    | 5    | 6    | 7    | 8    | 9    | 10   |
| 24   | 11   | 12   | 13   | 14   | 15   | 16   | 17   |
| 25   | 18   | 19   | 20   | 21   | 22   | 23   | 24   |
| 26   | 25   | 26   | 27   | 28   | 29   | 30   |      |

| Juli | Juli | Juli | Juli | Juli | Juli | Juli | Juli |
| Kw   | Mo   | Di   | Mi   | Do   | Fr   | Sa   | So   |
| ---- | ---- | ---- | ---- | ---- | ---- | ---- | ---- |
| 26   |      |      |      |      |      |      | 1    |
| 27   | 2    | 3    | 4    | 5    | 6    | 7    | 8    |
| 28   | 9    | 10   | 11   | 12   | 13   | 14   | 15   |
| 29   | 16   | 17   | 18   | 19   | 20   | 21   | 22   |
| 30   | 23   | 24   | 25   | 26   | 27   | 28   | 29   |
| 31   | 30   | 31   |      |      |      |      |      |

| August | August | August | August | August | August | August | August |
| Kw     | Mo     | Di     | Mi     | Do     | Fr     | Sa     | So     |
| ------ | ------ | ------ | ------ | ------ | ------ | ------ | ------ |
| 31     |        |        | 1      | 2      | 3      | 4      | 5      |
| 32     | 6      | 7      | 8      | 9      | 10     | 11     | 12     |
| 33     | 13     | 14     | 15     | 16     | 17     | 18     | 19     |
| 34     | 20     | 21     | 22     | 23     | 24     | 25     | 26     |
| 35     | 27     | 28     | 29     | 30     | 31     |        |        |

| September | September | September | September | September | September | September | September |
| Kw        | Mo        | Di        | Mi        | Do        | Fr        | Sa        | So        |
| --------- | --------- | --------- | --------- | --------- | --------- | --------- | --------- |
| 35        |           |           |           |           |           | 1         | 2         |
| 36        | 3         | 4         | 5         | 6         | 7         | 8         | 9         |
| 37        | 10        | 11        | 12        | 13        | 14        | 15        | 16        |
| 38        | 17        | 18        | 19        | 20        | 21        | 22        | 23        |
| 39        | 24        | 25        | 26        | 27        | 28        | 29        | 30        |

| Oktober | Oktober | Oktober | Oktober | Oktober | Oktober | Oktober | Oktober |
| Kw      | Mo      | Di      | Mi      | Do      | Fr      | Sa      | So      |
| ------- | ------- | ------- | ------- | ------- | ------- | ------- | ------- |
| 40      | 1       | 2       | 3       | 4       | 5       | 6       | 7       |
| 41      | 8       | 9       | 10      | 11      | 12      | 13      | 14      |
| 42      | 15      | 16      | 17      | 18      | 19      | 20      | 21      |
| 43      | 22      | 23      | 24      | 25      | 26      | 27      | 28      |
| 44      | 29      | 30      | 31      |         |         |         |         |

| November | November | November | November | November | November | November | November |
| Kw       | Mo       | Di       | Mi       | Do       | Fr       | Sa       | So       |
| -------- | -------- | -------- | -------- | -------- | -------- | -------- | -------- |
| 44       |          |          |          | 1        | 2        | 3        | 4        |
| 45       | 5        | 6        | 7        | 8        | 9        | 10       | 11       |
| 46       | 12       | 13       | 14       | 15       | 16       | 17       | 18       |
| 47       | 19       | 20       | 21       | 22       | 23       | 24       | 25       |
| 48       | 26       | 27       | 28       | 29       | 30       |          |          |

| Dezember | Dezember | Dezember | Dezember | Dezember | Dezember | Dezember | Dezember |
| Kw       | Mo       | Di       | Mi       | Do       | Fr       | Sa       | So       |
| -------- | -------- | -------- | -------- | -------- | -------- | -------- | -------- |
| 48       |          |          |          |          |          | 1        | 2        |
| 49       | 3        | 4        | 5        | 6        | 7        | 8        | 9        |
| 50       | 10       | 11       | 12       | 13       | 14       | 15       | 16       |
| 51       | 17       | 18       | 19       | 20       | 21       | 22       | 23       |
| 52       | 24       | 25       | 26       | 27       | 28       | 29       | 30       |
| 1        | 31       |          |          |          |          |          |          |

| Januar | Januar | Januar | Januar | Januar | Januar | Januar | Januar |
| Kw     | Mo     | Di     | Mi     | Do     | Fr     | Sa     | So     |
| ------ | ------ | ------ | ------ | ------ | ------ | ------ | ------ |
| 1      | 1      | 2      | 3      | 4      | 5      | 6      | 7      |
| 2      | 8      | 9      | 10     | 11     | 12     | 13     | 14     |
| 3      | 15     | 16     | 17     | 18     | 19     | 20     | 21     |
| 4      | 22     | 23     | 24     | 25     | 26     | 27     | 28     |
| 5      | 29     | 30     | 31     |        |        |        |        |

| Februar | Februar | Februar | Februar | Februar | Februar | Februar | Februar |
| Kw      | Mo      | Di      | Mi      | Do      | Fr      | Sa      | So      |
| ------- | ------- | ------- | ------- | ------- | ------- | ------- | ------- |
| 5       |         |         |         | 1       | 2       | 3       | 4       |
| 6       | 5       | 6       | 7       | 8       | 9       | 10      | 11      |
| 7       | 12      | 13      | 14      | 15      | 16      | 17      | 18      |
| 8       | 19      | 20      | 21      | 22      | 23      | 24      | 25      |
| 9       | 26      | 27      | 28      |         |         |         |         |

| März | März | März | März | März | März | März | März |
| Kw   | Mo   | Di   | Mi   | Do   | Fr   | Sa   | So   |
| ---- | ---- | ---- | ---- | ---- | ---- | ---- | ---- |
| 9    |      |      |      | 1    | 2    | 3    | 4    |
| 10   | 5    | 6    | 7    | 8    | 9    | 10   | 11   |
| 11   | 12   | 13   | 14   | 15   | 16   | 17   | 18   |
| 12   | 19   | 20   | 21   | 22   | 23   | 24   | 25   |
| 13   | 26   | 27   | 28   | 29   | 30   | 31   |      |

| April | April | April | April | April | April | April | April |
| Kw    | Mo    | Di    | Mi    | Do    | Fr    | Sa    | So    |
| ----- | ----- | ----- | ----- | ----- | ----- | ----- | ----- |
| 13    |       |       |       |       |       |       | 1     |
| 14    | 2     | 3     | 4     | 5     | 6     | 7     | 8     |
| 15    | 9     | 10    | 11    | 12    | 13    | 14    | 15    |
| 16    | 16    | 17    | 18    | 19    | 20    | 21    | 22    |
| 17    | 23    | 24    | 25    | 26    | 27    | 28    | 29    |
| 18    | 30    |       |       |       |       |       |       |

| Mai | Mai | Mai | Mai | Mai | Mai | Mai | Mai |
| Kw  | Mo  | Di  | Mi  | Do  | Fr  | Sa  | So  |
| --- | --- | --- | --- | --- | --- | --- | --- |
| 18  |     | 1   | 2   | 3   | 4   | 5   | 6   |
| 19  | 7   | 8   | 9   | 10  | 11  | 12  | 13  |
| 20  | 14  | 15  | 16  | 17  | 18  | 19  | 20  |
| 21  | 21  | 22  | 23  | 24  | 25  | 26  | 27  |
| 22  | 28  | 29  | 30  | 31  |     |     |     |

| Juni | Juni | Juni | Juni | Juni | Juni | Juni | Juni |
| Kw   | Mo   | Di   | Mi   | Do   | Fr   | Sa   | So   |
| ---- | ---- | ---- | ---- | ---- | ---- | ---- | ---- |
| 22   |      |      |      |      | 1    | 2    | 3    |
| 23   | 4    | 5    | 6    | 7    | 8    | 9    | 10   |
| 24   | 11   | 12   | 13   | 14   | 15   | 16   | 17   |
| 25   | 18   | 19   | 20   | 21   | 22   | 23   | 24   |
| 26   | 25   | 26   | 27   | 28   | 29   | 30   |      |

| Juli | Juli | Juli | Juli | Juli | Juli | Juli | Juli |
| Kw   | Mo   | Di   | Mi   | Do   | Fr   | Sa   | So   |
| ---- | ---- | ---- | ---- | ---- | ---- | ---- | ---- |
| 26   |      |      |      |      |      |      | 1    |
| 27   | 2    | 3    | 4    | 5    | 6    | 7    | 8    |
| 28   | 9    | 10   | 11   | 12   | 13   | 14   | 15   |
| 29   | 16   | 17   | 18   | 19   | 20   | 21   | 22   |
| 30   | 23   | 24   | 25   | 26   | 27   | 28   | 29   |
| 31   | 30   | 31   |      |      |      |      |      |

| August | August | August | August | August | August | August | August |
| Kw     | Mo     | Di     | Mi     | Do     | Fr     | Sa     | So     |
| ------ | ------ | ------ | ------ | ------ | ------ | ------ | ------ |
| 31     |        |        | 1      | 2      | 3      | 4      | 5      |
| 32     | 6      | 7      | 8      | 9      | 10     | 11     | 12     |
| 33     | 13     | 14     | 15     | 16     | 17     | 18     | 19     |
| 34     | 20     | 21     | 22     | 23     | 24     | 25     | 26     |
| 35     | 27     | 28     | 29     | 30     | 31     |        |        |

| September | September | September | September | September | September | September | September |
| Kw        | Mo        | Di        | Mi        | Do        | Fr        | Sa        | So        |
| --------- | --------- | --------- | --------- | --------- | --------- | --------- | --------- |
| 35        |           |           |           |           |           | 1         | 2         |
| 36        | 3         | 4         | 5         | 6         | 7         | 8         | 9         |
| 37        | 10        | 11        | 12        | 13        | 14        | 15        | 16        |
| 38        | 17        | 18        | 19        | 20        | 21        | 22        | 23        |
| 39        | 24        | 25        | 26        | 27        | 28        | 29        | 30        |

| Oktober | Oktober | Oktober | Oktober | Oktober | Oktober | Oktober | Oktober |
| Kw      | Mo      | Di      | Mi      | Do      | Fr      | Sa      | So      |
| ------- | ------- | ------- | ------- | ------- | ------- | ------- | ------- |
| 40      | 1       | 2       | 3       | 4       | 5       | 6       | 7       |
| 41      | 8       | 9       | 10      | 11      | 12      | 13      | 14      |
| 42      | 15      | 16      | 17      | 18      | 19      | 20      | 21      |
| 43      | 22      | 23      | 24      | 25      | 26      | 27      | 28      |
| 44      | 29      | 30      | 31      |         |         |         |         |

| November | November | November | November | November | November | November | November |
| Kw       | Mo       | Di       | Mi       | Do       | Fr       | Sa       | So       |
| -------- | -------- | -------- | -------- | -------- | -------- | -------- | -------- |
| 44       |          |          |          | 1        | 2        | 3        | 4        |
| 45       | 5        | 6        | 7        | 8        | 9        | 10       | 11       |
| 46       | 12       | 13       | 14       | 15       | 16       | 17       | 18       |
| 47       | 19       | 20       | 21       | 22       | 23       | 24       | 25       |
| 48       | 26       | 27       | 28       | 29       | 30       |          |          |

| Dezember | Dezember | Dezember | Dezember | Dezember | Dezember | Dezember | Dezember |
| Kw       | Mo       | Di       | Mi       | Do       | Fr       | Sa       | So       |
| -------- | -------- | -------- | -------- | -------- | -------- | -------- | -------- |
| 48       |          |          |          |          |          | 1        | 2        |
| 49       | 3        | 4        | 5        | 6        | 7        | 8        | 9        |
| 50       | 10       | 11       | 12       | 13       | 14       | 15       | 16       |
| 51       | 17       | 18       | 19       | 20       | 21       | 22       | 23       |
| 52       | 24       | 25       | 26       | 27       | 28       | 29       | 30       |
| 1        | 31       |          |          |          |          |          |          |

## Ereignisse

### Politik und Weltgeschehen

#### Westeuropa
- Juli: Heinrich I. von Navarra stirbt. Mit seinem Tod erlischt die männliche Linie der Grafen der Champagne und Könige von Navarra. Heinrichs Tochter Johanna ist bei seinem Tod erst ein Jahr alt. In Pamplona brechen Aufstände aus, woraufhin sich Johannas Mutter Blanche d’Artois, die die Regentschaft im Königreich übernommen hat, mit ihrer Tochter unter den Schutz des französischen Königs Philipp III. begibt. Philipp stellt den Frieden durch Einmarsch seiner Truppen in Navarra wieder her.
- 2. August: Eduard I. kehrt von seinem Kreuzzug nach England zurück und wird am 19. August mit zweijähriger Verspätung von Bischof Robert Kilwardby in Westminster Abbey zum König gekrönt. Im September ernennt er Robert Burnell zu seinem Kanzler. Bereits am 11. Oktober setzt Burnell Ausschüsse ein, die in jeder Grafschaft die Einhaltung der königlichen Vorrechte und die Amtsführung der Sheriffs und Vögte überprüfen sollen.
- 21. August: Philipp III., König von Frankreich, heiratet in Vincennes in zweiter Ehe Maria von Brabant, Tochter Heinrichs III., Herzog von Brabant.
- Philipp III. von Frankreich tritt die Grafschaft Venaissin auf dem Konzil von Lyon an den Papst ab.

#### Heiliges Römisches Reich
- September: Papst Gregor X. erkennt den Habsburger Rudolf I. als rechtmäßigen König des Reiches an.
- November: Auf dem Hoftag zu Nürnberg bekräftigt Rudolf I., dass auch der böhmische König seine Lehen vom römisch-deutschen König empfangen muss und eröffnet ein Verfahren gegen Ottokar II. Přemysl. In allen seinen Handlungen unterwirft er sich dabei der Zustimmung der Fürsten. Der Pfalzgraf bei Rhein Ludwig der Strenge wird zum Richter berufen. Innerhalb einer Frist von neun Wochen soll sich Ottokar vor dem Pfalzgrafen auf einem Hoftag in Würzburg verantworten.

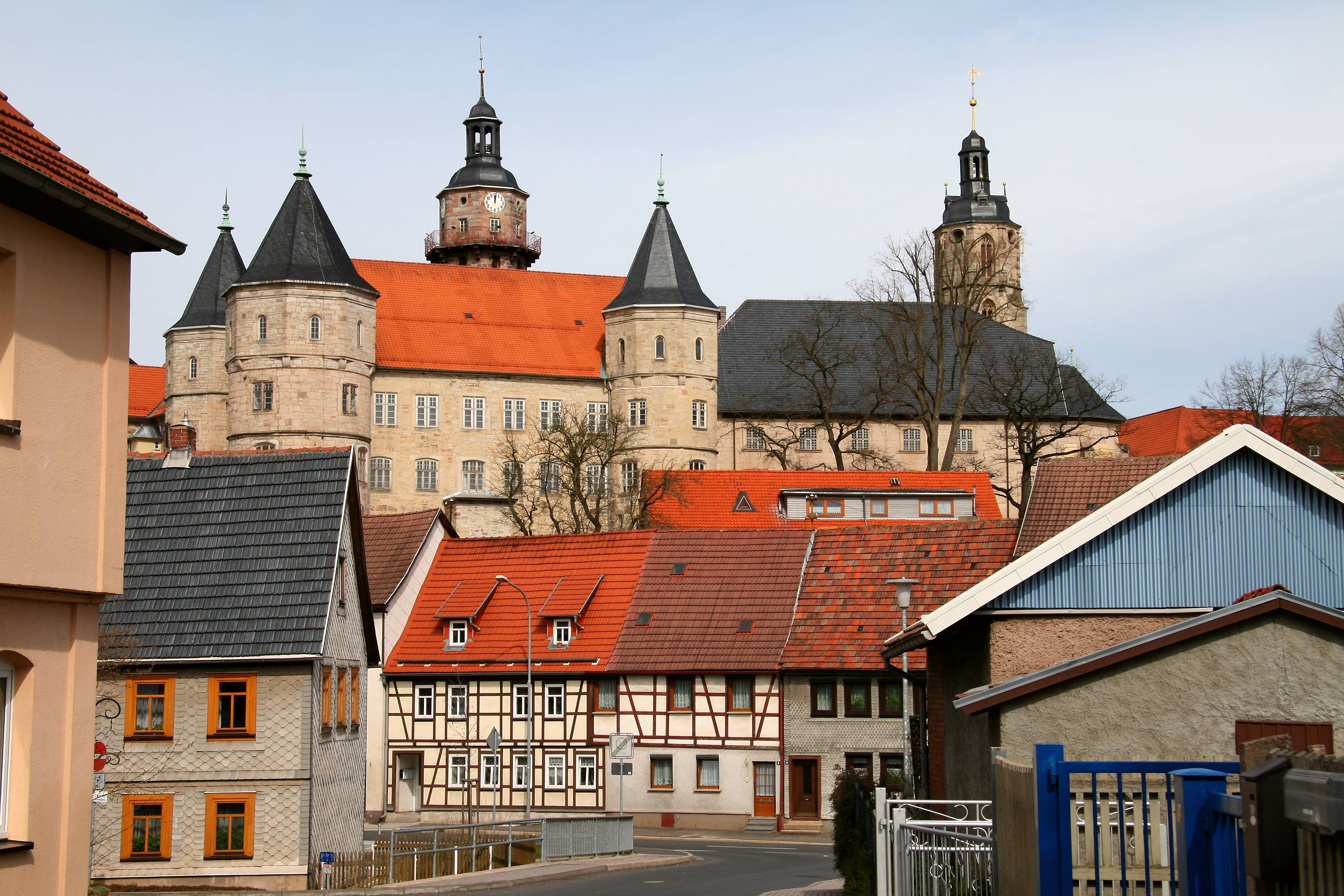
Schloss Bertholdsburg in Schleusingen

Der Besitz der Henneberger wird aufgeteilt, da die drei Söhne Heinrichs III. von Henneberg drei Linien begründen. Es entstehen die Linien Henneberg-Schleusingen, Henneberg-Aschach-Römhild und Henneberg-Hartenberg, wobei die politische Einheit des nördlichen Frankens verloren geht. Als mächtigste Linie gehen die Schleusinger mit Sitz auf Schloss Bertholdsburg aus dieser Teilung hervor.

#### Nord- und Osteuropa
- Der 1260 begonnene zweite und letzte Aufstand der Prußen gegen den Deutschen Orden endet mit ihrer Niederlage. Es wird aber noch 9 Jahre dauern, bis der Deutsche Orden 1283 endgültig siegt.
- Auf den norwegischen Thingversammlungen wird unter König Magnus VI. das im ganzen Land geltende Landslov verabschiedet, das das bisherige Frostathingslov ablöst. Es gilt als die größte gesetzgeberische Leistung des skandinavischen Mittelalters.

#### Asien
- 6. März: Hōjō Tokimune, der achte Shikken (Regent), der die eigentliche Macht im Japan der Kamakura-Zeit innehat, setzt Kameyama nach 15 Jahren als Tennō ab und schickt ihn ins Kloster. Sein Nachfolger wird der siebenjährige Go-Uda, unter dem die Ära Bun’ei fortgesetzt wird.
- 23. Juli: Nach dem Tod von Wonjong wird sein Sohn Chungnyeol Wang der 25. König des Goryeo-Reiches und der Goryeo-Dynastie in Korea. Er befindet sich zu diesem Zeitpunkt am Hof des Mongolischen Reiches, wo er mit einer Tochter Kublai Khans verheiratet worden ist. Chungnyeol Wang ist der erste koreanische König nach den verlorenen Kriegen Goryeos gegen die Mongolen.
- 12. August: Nach dem Tod von Song Duzong wird sein dreijähriger Sohn Song Gong Kaiser von China. Die Song-Dynastie ist im Untergang begriffen, da sich die mongolische Yuan-Dynastie im Norden des Reichs festgesetzt hat und bereits die Song-Hauptstadt Hangzhou bedroht.

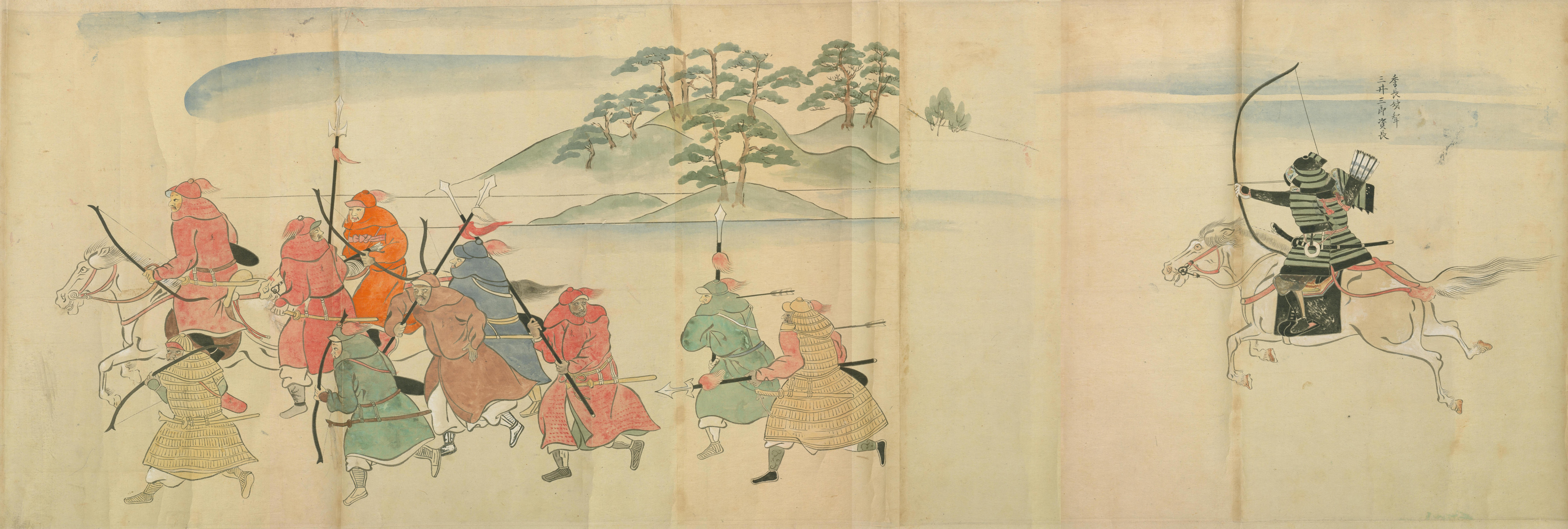
Darstellung der Schlacht von Bun’ei

- 20. November: Mongolen unter Kublai Khan unternehmen den ersten Invasionsversuch in Japan. Nach der Einnahme der Inseln Tsushima und Iki zieht seine Flotte in Richtung der japanischen Hauptinseln und landet in der Hakata-Bucht, in geringer Entfernung von Kyūshūs Verwaltungszentrum Dazaifu. Mit ihren überlegenen Waffen und einer ausgefeilten Kriegstaktik stehen sie allerdings einer zahlenmäßig weit überlegenen Armee aus Samurai gegenüber, die nach der Einnahme der Inseln mobilisiert worden sind. Nach der Schlacht von Bun’ei, die für beide Seiten hohe Verluste bringt, ziehen sich die Mongolen auf ihre Schiffe zurück. In der folgenden Nacht verlieren sie durch einen Sturm etwa ein Drittel der Flotte. Sie ziehen sich daraufhin – wohl auf Drängen ihrer koreanischen Seeleute und Kapitäne – nach Korea zurück. Dieser Taifun wird daraufhin von den Japanern als Kamikaze (Götterwind) bezeichnet.
- Bei den japanischen Soldaten führt die Invasion vielfach zur Verarmung. Denn die Kriegskosten, etwa für Ausrüstung und Verpflegung, müssen die Krieger selbst übernehmen. Da es keine Kriegsbeute zu verteilen gibt, erhalten nur etwa 120 Krieger eine Entschädigung. Die Situation verschärft sich zusätzlich, da das Bakufu zum Schutz vor weiteren Invasionen die Provinzen in Kyūshū anweist, bewaffnete Truppen zur Verteidigung der Küste bereitzuhalten. Für die Soldaten bedeutet dies gleich nach dem Rückzug der Mongolen und über viele Jahre hinweg einen zusätzlichen Kriegsdienst für drei Monate pro Jahr, wodurch es auf den Feldern an Arbeitskräften fehlt. Aus politischer Sicht profitiert das Bakufu aus der ersten gescheiterten Invasion vorläufig. Im Zuge der Verteidigungsvorbereitungen gelingt es der Familie Hōjō die eigene Macht zu konsolidieren und sich ihrer Gegner zu entledigen. Längerfristig stellt die Vorbereitung auf einen erneuten Invasionsversuch das Bakufu und seine Ressourcen vor große Probleme.

#### Stadtrechte und urkundliche Ersterwähnungen
- Landau in der Pfalz erhält die Stadtrechte durch König Rudolf I. verliehen.
- Bludenz erhält das Stadtrecht durch Hugo I. von Werdenberg, den Landvogt von Oberschwaben.
- Erste urkundliche Erwähnung von Ebersecken, Forel, Grellingen, Mühlau, Luchsingen, Großhansdorf, Huttingen, Mühltroff, Rickenbach, Schönaich, Weischlitz und Zielebach
- Gründung von Hermannstadt

### Wirtschaft
- Die Riccardi aus Lucca sind die wichtigsten Kreditgeber des englischen Königs Edward I., der ihnen dafür ab 1275 weitgehend die Einnahmen aus dem Exportzoll für Wolle überträgt.

### Religion

#### Zweites Konzil von Lyon

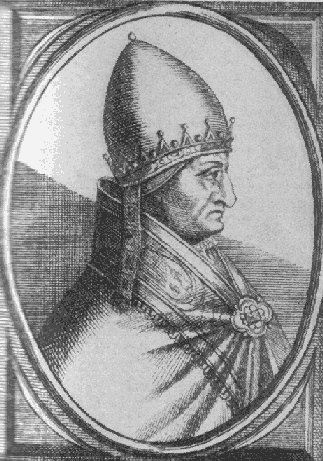
Papst Gregor X.

- 7. Mai bis 17. Juli: In Lyon findet das „14. Allgemeine Konzil“ bzw. 2. Konzil von Lyon statt, das von Papst Gregor X. zur Beendigung des Morgenländischen Schismas bereits Ende März 1272 einberufen worden ist.
  - Für einen Kreuzzug bewilligt das Konzil den Zehnten aller kirchlichen Einkünfte für sechs Jahre. Der Kreuzzug findet jedoch nie statt.
  - Die erst am 24. Juni eintreffenden Vertreter der Ostkirche erkennen mit dem ihnen vom byzantinischen Kaiser Michael VIII. aufgezwungenen Glaubensbekenntnis des Michael Paläologus das Primat der Römischen Kirche, das Filioque, wonach der Heilige Geist vom Vater und vom Sohn ausgeht, die Lehre vom Fegefeuer und die sieben Sakramente an. Diese Union hat jedoch keinen Bestand, da sie auf praktisch geschlossenen Widerstand der orthodoxen Geistlichen stößt.
  - 7. Juli oder 16. Juli: Das Konzil entscheidet sich für ein Konklave zu jeder künftigen Papstwahl.

#### Kirchliche Hierarchie
- Gregor von Neapel wird Bischof von Bayeux.

#### Orden und Klöster
- Der fünfte Ordensmeister der Dominikaner, Humbert von Romans, verfasst (wohl für das 2. Konzil in Lyon) die Schrift Opusculum tripartitum, worin er „sieben Argumente für einen Kreuzzug gegen die Sarazenen“ findet.
- In Irland wird das Dominikanerkloster Rathfran gegründet.
- Das Zisterzienserinnenkloster St. Jöris wird gestiftet.
- um 1274: Meister Eckhart wird Novize im Konvent der Dominikaner an der Predigerkirche in Erfurt.

#### Theologische Studien
- Der Dominikaner Ulrich von Straßburg beendet sein Hauptwerk De summo bono, begonnen 1266.
- Dietrich von Freiberg beendet sein Studium an der Sorbonne in Paris.

### Natur und Umwelt
- Wetter (Deutschland): Bis in den Sommer hinein kalt

## Geboren

### Geburtsdatum gesichert
- 9. Februar: Ludwig von Toulouse, Erzbischof von Toulouse († 1297)
- 11. Juli: Robert I., König von Schottland († 1329)
- 4. Oktober: Rudolf I., Pfalzgraf bei Rhein († 1319)

### Genaues Geburtsdatum unbekannt
- April: Robert de Clifford, englischer Magnat und Militär († 1314)
- Béatrice de Planisolles, Landadlige aus der Grafschaft Foix
- Catherine de Courtenay, Titularkaiserin von Konstantinopel († 1307/08)
- Schams ad-Dīn Muhammad ibn Ahmad adh-Dhahabī, turkmenischer muslimischer Gelehrtenbiograph und Historiker (gest. 1348)
- Erik VI., König von Dänemark († 1319)
- Marino Falier, Doge von Venedig († 1355)

## Gestorben

### Todesdatum gesichert
- 8. Februar: Heinrich von Lützelburg, Bischof von Semgallen, Bischof von Kurland und Bischof von Chiemsee
- 18. Februar: Jakob Erlandsen, Erzbischof von Lund
- 19./20. Februar: Eberhard II. von Waldburg, Fürstbischof von Konstanz
- 22. Februar: Ibn Mālik, spanisch-arabischer Gelehrter (* 1204/05)
- 24. Februar: Rudiger von Langheim, Abt von Münsterschwarzach

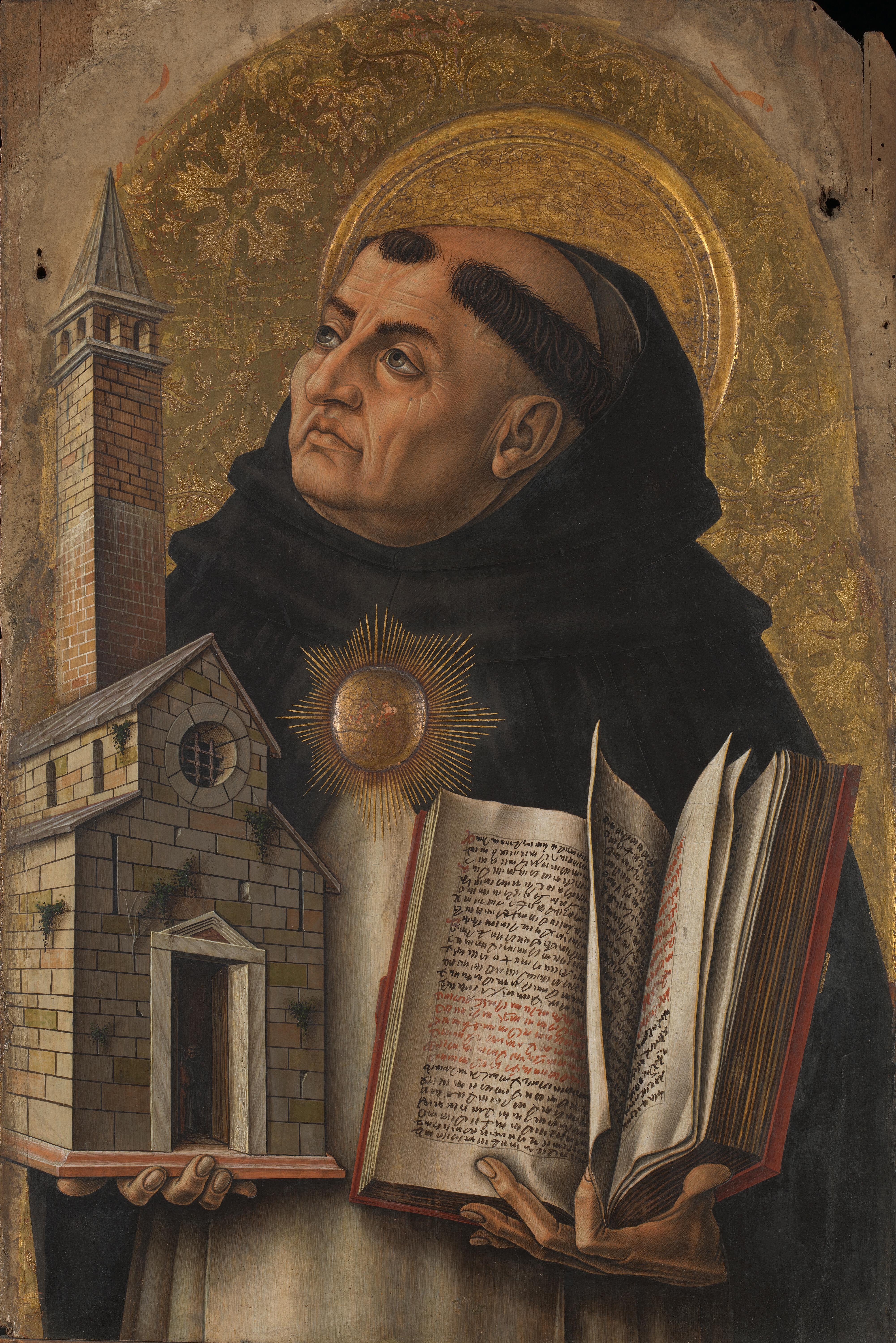
Thomas von Aquin (postumes Gemälde von Carlo Crivelli, 1476)

- 7. März: Thomas von Aquin, italienischer Theologe, Dominikaner und Philosoph des Mittelalters (* um 1225)
- 26. April: Heinrich von Wartenberg, Abt des Klosters St. Gallen

- 12. Juni: Adelheid von Braunschweig, Landgräfin von Hessen
- 15. Juli: Bonaventura von Bagnoregio, 7. Generalminister des Franziskanerordens (* 1221)
- 23. Juli: Wonjong, 24. König des koreanischen Goryeo-Reiches (* 1219)

- 4. August: Robert of Stichill, Bischof von Durham
- 12. August: Song Duzong, Kaiser von China aus der Song-Dynastie (* 1240)
- 12. August: Olivier de Termes, okzitanischer Ritter, Faydit und Kreuzfahrer (* um 1200)
- 15. August: Robert von Sorbon, französischer Theologe, Begründer der nach ihm benannten Sorbonne, Kolleg an der Universität von Paris (* 1201)

- 1. September: Douceline von Digne, provencalische christliche Mystikerin (* um 1214)
- 2. September: Munetaka, Shōgun in Japan (* 1242)
- 13. September: Heinrich III. von Neuenburg, Bischof von Basel
- 22. September: Geoffrey de Langley, englischer Ritter (* 1223)

- 3. Oktober: Hermann III., Herr zur Lippe (* um 1233)

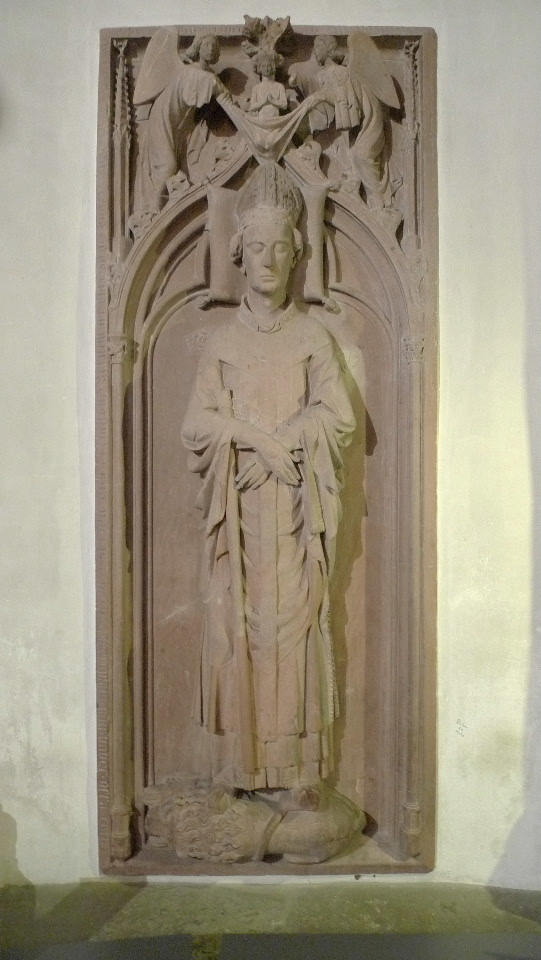
Engelbert II. von Falkenburg – Grabplatte im Bonner Münster

- 20. Oktober: Engelbert II. von Falkenburg, Erzbischof von Köln (* um 1220)
- 4. Dezember: William Button, englischer Geistlicher, Bischof von Bath und Wells

### Genaues Todesdatum unbekannt
- März: Friedrich von Hausen, Bischof von Kulm
- Mai: Uilleam, schottischer Adeliger (* nach 1210)
- Juli: Heinrich I., Graf der Champagne und König von Navarra (* um 1244)
- nach dem 12. Oktober: Heinrich von Streitberg, deutscher Ordensritter, Bischof des Ermlands und des Samlands
- vor dem 14. Oktober: Heinrich II. von Raron, Bischof von Sitten
- nach dem 23. Oktober: Gunzelin III., Graf von Schwerin
- Balduin II., Kaiser des Lateinischen Kaiserreichs (* 1217)
- Hawise de Londres, anglonormannische Adelige
- Uthman Marwandi, Sufi-Meister (* 1177)
- Mathilde, Gräfin von Saarbrücken (* 1215)
- Nasir Al-din al-Tusi, persischer Universalgelehrter (* 1201)
- Wolfram II. von Praunheim, Reichsschultheiß von Frankfurt am Main

### Gestorben um 1274
- 1273/1274: Konrad II., Herzog von Schlesien und Elekt von Passau, Herzog von Glogau und Herzog von Crossen (* zwischen 1232 und 1235)
- Pablo Christiani, antijüdischer Polemist, Hauptgegner von Nachmanides an der Disputation von Barcelona